# Perninae
Perninae är en underfamilj i familjen hökartade rovfåglar (Accipitridae) som omfattar ett antal medelstora bredvingade rovfåglar. De förekommer främst i varmare klimat, men vissa arter i släktet Pernis har en större utbredning som sträcker sig längre norrut.
Flera av arterna lever främst på insekter, och bivråkarna är specialiserade på att äta getinglarver. Flera av arterna äter även reptiler.

## Arter
Enligt Clements et al. 2014 och SOF:

Underfamilj Perninae
- Släkte Aviceda
  - Afrikansk baza (Aviceda cuculoides)
  - Gråfotad baza (Aviceda subcristata)
  - Indonesisk baza (Aviceda jerdoni)
  - Svart baza (Aviceda leuphotes)
  - Madagaskarbaza (Aviceda madagascariensis)
- Släkte Leptodon
  - Gråhuvad glada (Leptodon cayanensis)
  - Halsbandsglada (Leptodon forbesi)
- Släkte Chondrohierax
  - Kroknäbbsglada (Chondrohierax uncinatus)
    - Kubaglada (Chondrohierax u. wilsonii) – betraktas ofta som egen art
- Släkte Henicopernis
  - Långstjärtad bivråk (Henicopernis longicauda)
  - Svart bivråk (Henicopernis infuscatus)
- Släkte Pernis
  - Bivråk (Pernis apivorus)
  - Tofsbivråk (Pernis ptilorhynchus)
  - Sulawesibrivråk (Pernis celebensis)